# Print & Produktion
Print & Produktion ist eine Fachzeitschrift für die Druck- und Medienbranche. Die im Abonnement vertriebene Publikation erscheint 6 × jährlich im Verlag EuBuCo Verlag. Auf der Domain print-und-produktion.de betreibt die Redaktion auch eine redaktionelle Website.
Zielgruppen der Zeitschrift sind Fach- und Führungskräfte in Betrieben der Druckvorstufe, des Drucks und der Weiterverarbeitung
sowie Produktioner in Werbeagenturen, Verlagen und Werbeabteilungen.

## Themen
Regelmäßige Themen in jeder Ausgabe sind z. B. Neuigkeiten aus Druckindustrie und Produktion, Bogen- und Rollenoffsetdruck, Verpackungsdruck und Veredelung, Workflow, Druckvorstufe und Premedia, Digitaldruck, Papier und Materialien, Weiterverarbeitung und Finishing.